# Pýrgos (Ágios Nikólaos, Lassíthi)
Pýrgos, en grec moderne : Πύργος, est un village du dème d'Ágios Nikólaos, dans le district régional de Lassíthi de la Crète, en Grèce. Selon le recensement de 2011, la population de Pýrgos compte 87 habitants. 
Il est situé sur la rive gauche du fleuve Ístronas, à une altitude de 50 m. Sur la rive opposée se trouve le village de Kaló Chorió.

## Source de la traduction
- (el) Cet article est partiellement ou en totalité issu de l’article de Wikipédia en grec moderne intitulé « Πύργος Αγίου Νικολάου Λασιθίου » (voir la liste des auteurs).